# Robert Webster (Wasserspringer)
Robert David Webster (* 25. Oktober 1938 in Berkeley, Kalifornien) ist ein ehemaliger US-amerikanischer Wasserspringer, der zweimal Olympiasieger im Turmspringen wurde.
Er gewann seinen ersten College-Wettbewerb, als er an einem College in Kalifornien war, das keine Schwimmanlage hatte. Nach seinem Sieg wechselte er nach Michigan, wo er bei Bruce Harlan und Dick Kimball trainieren konnte.
Bei den Panamerikanischen Spielen 1959 gewann Webster die Bronzemedaille. In Rom bei den Olympischen Spielen 1960 gewann er den Wettbewerb im Turmspringen vor seinem Landsmann Gary Tobian, der vier Tage zuvor Olympiasieger im Kunstspringen geworden war.
Nach seinem Olympiasieg wurde Webster von Samuel Lee trainiert. 1963 gelang ihm bei den Panamerikanischen Spielen als erstem US-Amerikaner der Doppelsieg im Kunst- und Turmspringen. In Tokio bei den Olympischen Spielen 1964 trat er nur im Turmspringen an. Er gewann Gold vor Klaus Dibiasi und war damit nach Samuel Lee der zweite Wasserspringer, der zweimal Olympiasieger am Turm werden konnte.
Nach seiner Karriere arbeitete Webster an verschiedenen Universitäten als Trainer. 1970 wurde er in die Ruhmeshalle des internationalen Schwimmsports aufgenommen. 1971 betreute er bei den Panamerikanischen Spielen die US-Mannschaft.